# Burdon
Burdon est un village et une paroisse civile du Tyne and Wear, en Angleterre. Il est situé au sud du centre de Sunderland. Il est situé au sud du centre-ville. Le nord-ouest de la paroisse comprend une partie du domaine de Doxford Park . Sa population est de 971 habitants. Il n'existe actuellement aucun conseil paroissial.